# Triops
Pour les articles homonymes, voir Triops (homonymie).
Genre

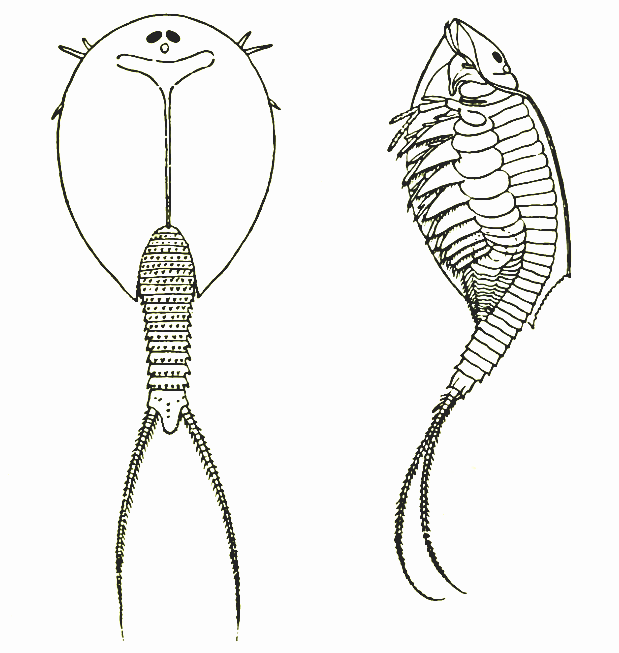
Le genre Lepidurus (illustration) est morphologiquement et génétiquement proche du genre Triops

Triops est un genre de crustacés d'eau douce faisant partie de l'ordre des Notostracés, de la classe des Branchiopodes. Ce sont des petits prédateurs très actifs des milieux aquatiques stagnants. Certaines espèces peuvent jouer un rôle important dans l'équilibre écologique de ces milieux via les équilibres prédateurs-proies qu'ils contribuent à entretenir en contrôlant les populations de daphnies ou de larves de moustiques par exemple. Ils sont caractéristiques des mares temporaires.

## Phylogénie
On les présente souvent au grand public comme des « fossiles vivants » ou espèces panchroniques car leur morphologie externe se rencontrait déjà chez d'autres espèces fossilisées il y a 220 millions d'années.
Ainsi Triops cancriformis est souvent présenté comme « l'une des espèces vivantes les plus anciennes » à cause de sa ressemblance avec des crustacés fossiles datés de la fin du Permien et du début du Trias,,,,. De même, Triops longicaudatus évoque des fossiles de la fin du Crétacé et d'autres fossiles trouvés dans des couches de roches du même âge ressemblent très fortement au genre Lepidurus existant,. Toutefois une forte ressemblance avec des fossiles (dont les plus anciens datent du Carbonifère supérieur) ne signifie pas que leurs génomes soient identiques ni même proches, ni que ces espèces n'ont pas évolué depuis le Carbonifère.
Pour mieux comprendre les origines et caractères des Triops contemporains, leur génome fait l'objet d'études poussées,,.
Certaines espèces contemporaines sont morphologiquement très proches de spécimens fossiles vieux de 250 millions d'années, mais aucun indice moléculaire n'a à ce jour été trouvé dans le génome contemporain évoquant une radiation au (pré)Mésozoïque. Au contraire, les individus vivants semblent issus d'une radiation relativement récente (ère cénozoïque). La ressemblance de taxons actuels avec des fossiles résulterait donc de la conservation d'une morphologie générale très stable dans ce groupe et/ou d'une simple homoplasie.
Le genre Triops est phylogénétiquement proche du genre Lepidurus.
Les études génétiques montrent des niveaux élevés de diversité cryptique. Elles ont aussi mis en évidence un lien biogéographique singulier entre l'Australie et l'Amérique du Nord, qui pourrait être lié aux migrations de la Barge rousse (Limosa lapponica), oiseau limicole proche des bécasses, qui semble avoir naturellement et depuis longtemps transporté des œufs vivants de triops de l'Alaska à l'Australie et/ou inversement.

## Description

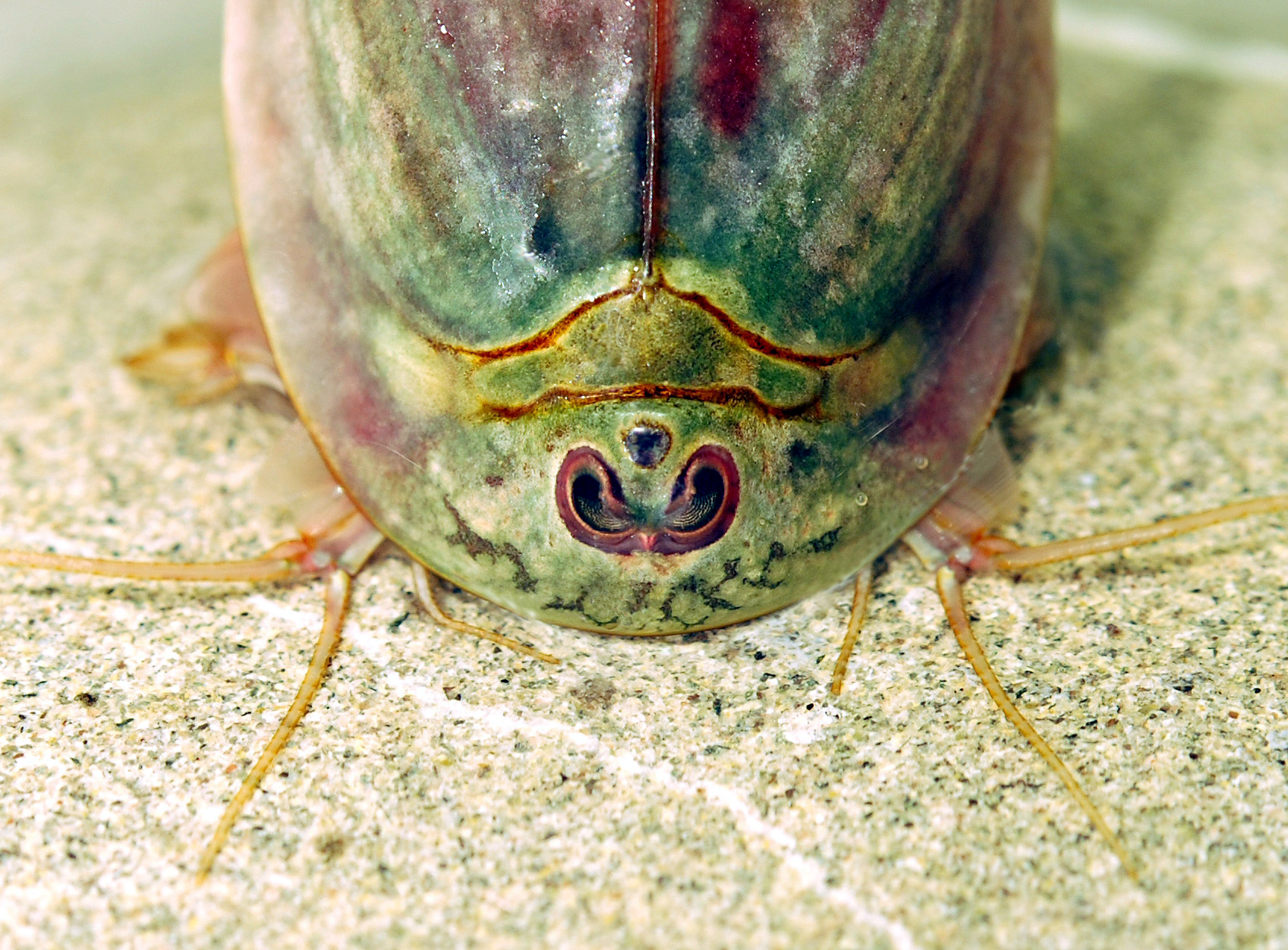
Les trois yeux du triops

D'une taille moyenne de 4  à   6 cm mais pouvant atteindre jusqu'à 15 cm chez certaines espèces, les Triops sont caractérisés par une tête en forme de fer à cheval.
Comme leur nom l'indique, ils sont dotés de trois yeux : « Triops » est composé du grec tri qui signifie « trois » et ops qui signifie « œil ». Les deux plus gros yeux remplissent la fonction d'organe visuel. Le troisième est à la fois un organe détecteur de luminosité et de température, leur permettant de se diriger vers les conditions a priori les plus favorables (là où la productivité liée à la photosynthèse sera probablement la plus importante, et donc sa nourriture la plus abondante). Les Triops sont photophiles et de nuit, ils sont irrésistiblement attirés par la lumière, ce qui les rend vulnérables à la pollution lumineuse. La disposition de leurs yeux ne leur permet pas de voir la nourriture ni les graviers, roches ou sédiments sur lesquels ils se déplacent, mais ils disposent pour cela d'autres capteurs.

## Environnement

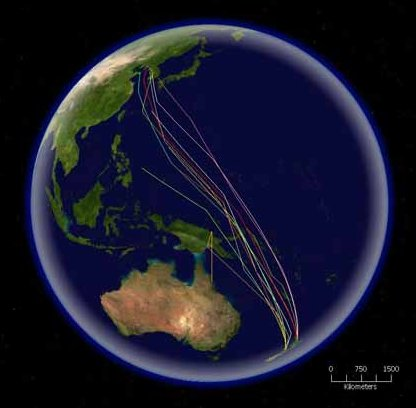
Trajet migratoire (11000 km environ) de la Barge rousse (Limosa lapponica), qui semble avoir naturellement et depuis longtemps transporté des œufs vivants de triops de l'Alaska à l'Australie ou inversement, ce qui expliquerait la proximité génétique de deux espèces de triops génétiquement proches, mais géographiquement très éloignées l'une de l'autre.

Des Triops ont été trouvés dans des mares ou étangs temporaires d'une grande partie du monde dont en Australie où une espèce se montre curieusement proche (génétiquement et morphologiquement) d'une espèce vivant en Alaska à 11 000 km de là, probablement grâce aux transports d'œufs par un oiseau grand-migrateur, Limosa lapponica.
Leurs espérance de vie est plutôt courte, de l'ordre d'une saison chaude, y compris en captivité où elle dépasse rarement 2 mois. Pour survivre, ces espèces compensent cette courte espérance de vie par une forte adaptation des œufs (microscopiques) à la déshydratation et à la chaleur, leur permettant de survivre plusieurs années hors de l'eau.
Durant l'année 2004, une très bonne pluviométrie sur la région des Tassili du Hoggar (Tagrera, Tahaggart, Tin Akachakir) a régénéré d'anciens points d'eau (gueltas) qui étaient complètement à sec depuis des années. D'immenses dunes se sont couvertes d'une espèce herbacée qui poussa soudainement. Des dizaines de Triops frétillaient dans de grandes mares, ils ont été ensuite identifiés comme de l'espèce T. numidicus par le muséum national d'histoire naturelle de Paris, leur taille était d'au moins 8  à   10 cm de long.

## Alimentation
Les Triops se nourrissent de déchets organiques, de la microflore des fonds, et de petits organismes. En captivité, ils acceptent la nourriture destinée aux poissons tropicaux ainsi que des pommes ou des carottes finement ciselées.

## Animal de compagnie ou pédagogique
La capacité de survie des œufs de Triops fait que l'on en trouve facilement dans le commerce : depuis quelques années, ils sont la plupart du temps vendus comme supports pédagogiques à l'attention des enfants.
Les conditions idéales pour le Triops sont :
- une luminosité non diffuse ;
- une eau entre 24 et 28 °C[réf. nécessaire] ; mieux vaut avoir cette température aux premiers jours de leur vie, qui pourra descendre petit à petit vers 20 °C.

Températures optimales admises par les cinq espèces actuellement reconnues  (Triops numidicus étant a priori un synonyme de T. granarius) :
- Triops australiensis : entre 26 et 28 °C
- Triops cancriformis : entre 10 et 25 °C
- Triops granarius : entre 20 et 26 °C
- Triops longicaudatus : entre 24 et 26 °C
- Triops newberryi : entre 18 et 30 °C

## Liste des espèces et sous-espèces
| Selon NCBI (9 mars 2016) : - Triops australiensis - Triops baeticus - Triops cancriformis (Bosc, 1801) - sous-espèce Triops cancriformis cancriformis - Triops granarius - Triops japonicus - Triops longicaudatus (LeConte, 1846) - Triops mauritanicus - sous-espèce Triops mauritanicus mauritanicus - sous-espèce Triops mauritanicus simplex - Triops namibiensis - Triops newberryi (Packard, 1871) - Triops numidicus (= Triops granarius) - Triops simplex | Selon ITIS (9 mars 2016) : - Triops cancriformis (Bosc, 1801) - Triops longicaudatus (LeConte, 1846) - Triops newberryi (Packard, 1871) |

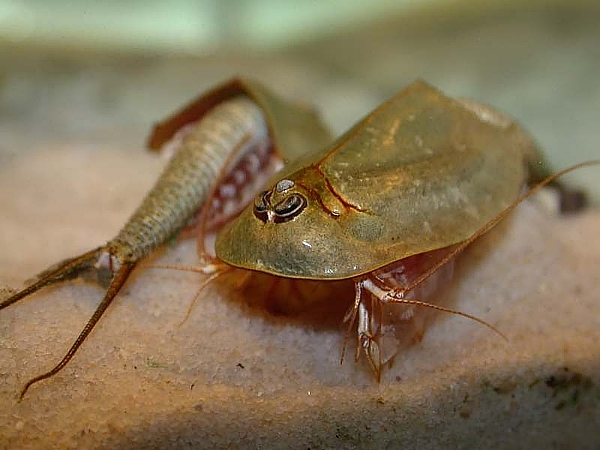
Triops australiensis
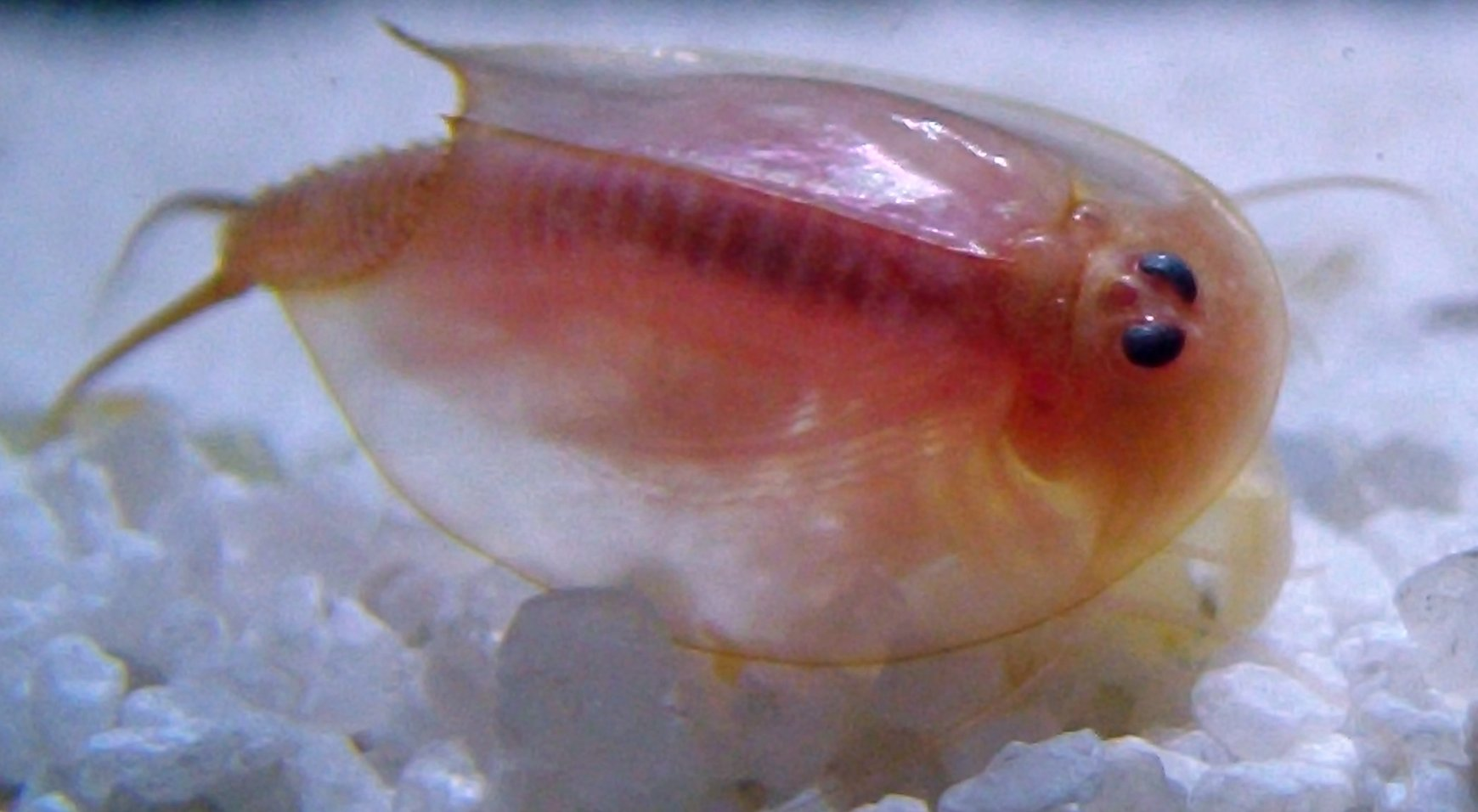
Triops cancriformis
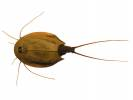
Triops granarius
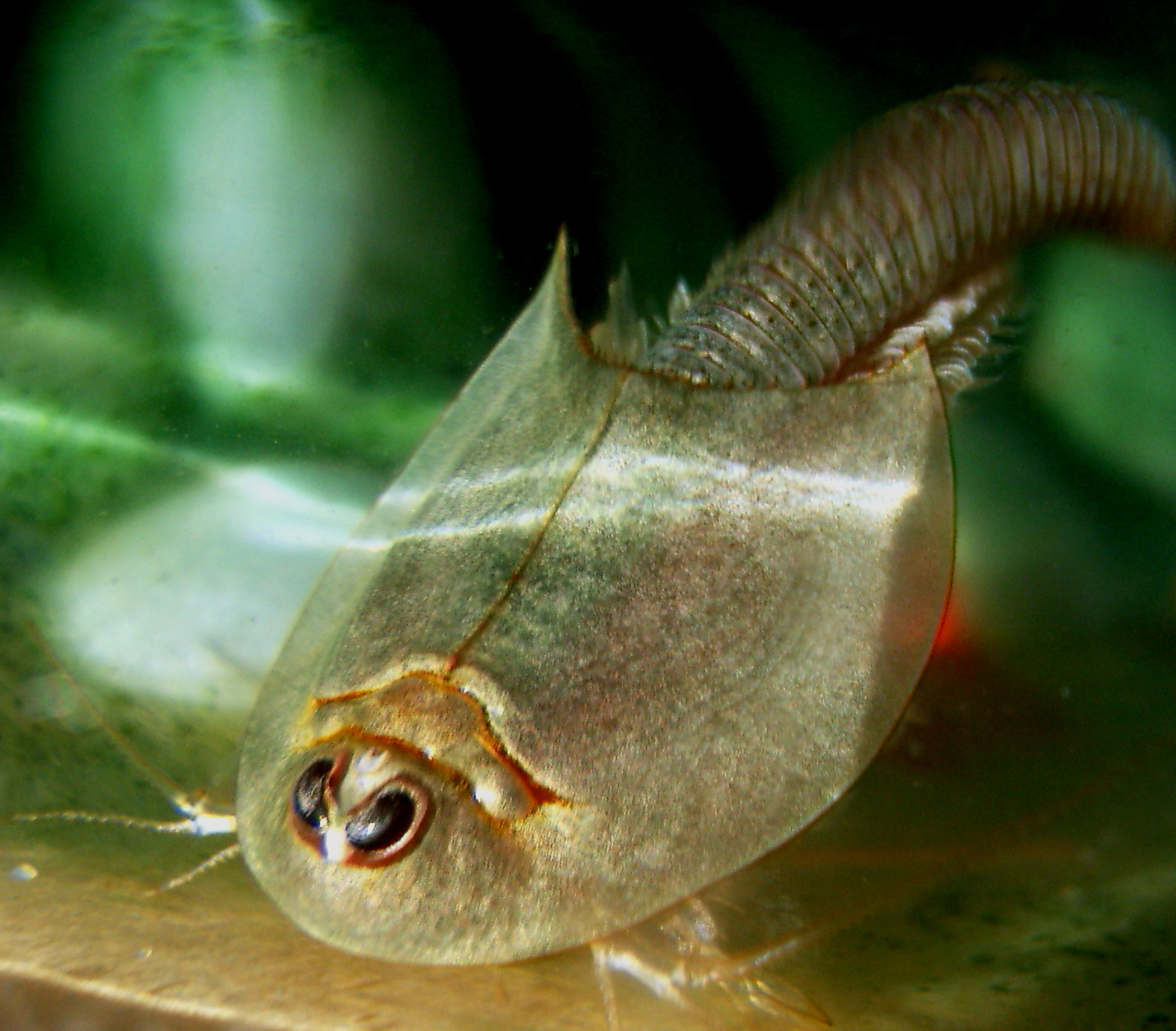
Triops longicaudatus
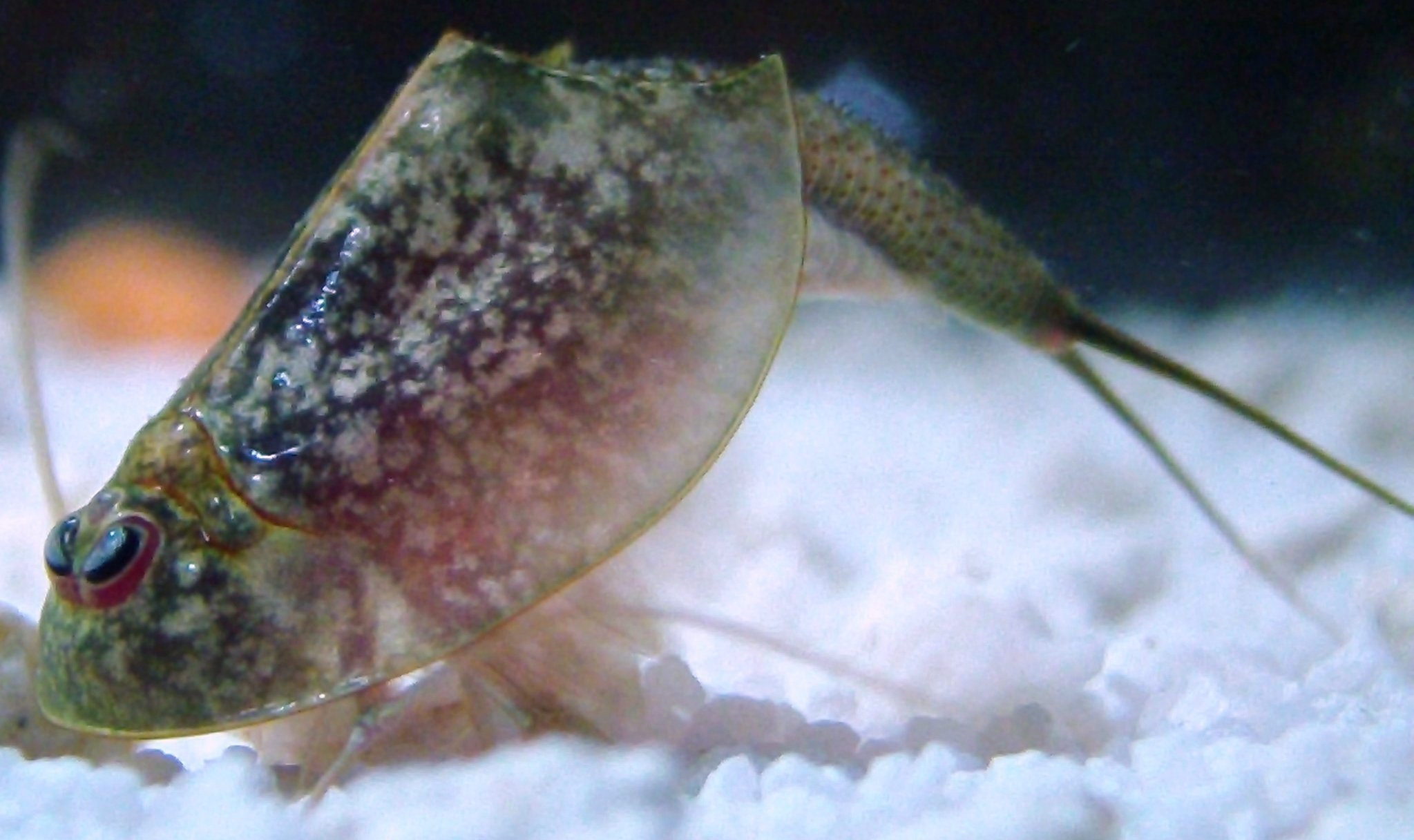
Triops newberryi